# Sufetula diminutalis
Sufetula diminutalis là một loài bướm đêm trong họ Crambidae.